# Ворота Кайсери
Ворота Кайсери (англ. Qaisery Gate) — ворота на территории восьми рынков с Часовой башней в центре, в городе Фейсалабад.

## История
Ворота Кайсери были построены в 1897 году по заказу британской колониальной администрации в городе Лайяллпур (современный Фейсалабад) в Пенджабе. 
Возведены из железобетона. Окрашены в бледно-жёлтый и светло-коричневый цвета, что придаёт им сходство с архитектурой времён империи моголов. В верхней части сооружения указано кем и когда оно было построено.
Ворота расположены напротив фонтана Гумти в старой части города. Между ними проходит большой проспект, на котором находятся большой рынок сантехники и многочисленные банки.